# Eumacronychia persolla
Eumacronychia persolla är en tvåvingeart som beskrevs av Henry J. Reinhard 1965. Eumacronychia persolla ingår i släktet Eumacronychia och familjen köttflugor.
Artens utbredningsområde är Kalifornien. Inga underarter finns listade i Catalogue of Life.